# Kerroum al-Hajj
Kerroum al-Hajj (? - 1667), est un chef militaire et roi de Marrakech entre 1659 et 1667. Il est notamment connu pour avoir commandité l'assassinat du dernier sultan saadien Ahmad al-Abbas en 1659, s'emparant ainsi de Marrakech et sa région avec l'aide de sa tribu Chebânat, dont il est le chef. Il meurt de vieillesse en 1667, et son fils Abou Bakr ben Kerroum al-Hajj lui succède à la tête de Marrakech et des Chebânat. 